# Diocèse de Cienfuegos
Le diocèse de Cienfuegos (en latin : Dioecesis Centumfocencis ; en espagnol : Diócesis de Cienfuegos) est un diocèse de l'Église catholique à Cuba, suffragant de l'archidiocèse de Camagüey.

## Territoire

Diocèse de Cienfuegos

Il comprend la province de Cienfuegos et la municipalité de Trinidad dans la province de Sancti Spíritus avec le reste de cette province gérée par les diocèses de Ciego de Ávila et Santa Clara. Il possède un territoire d'une superficie de 5 360 km2 divisé en 22 paroisses. L'évêché est à Cienfuegos où se trouve la cathédrale de l'Immaculée Conception.

## Histoire
Le diocèse est érigé le 20 février 1903 par la bulle Actum praeclare du pape Léon XIII prenant sur le territoire du diocèse de San Cristóbal de la Havane (aujourd'hui archidiocèse de San Cristóbal de La Havane). Il est nommé suffragant de l'archidiocèse de Santiago de Cuba.
Par le décret Cum urbs du 30 juin 1971 de la congrégation pour les évêques, l'église de sainte Claire dans la ville de Santa Clara est élevée au rang de cocathédrale, l'évêque est autorisé à résider dans la ville de Santa Clara et le diocèse prend le nom de diocèse de Cienfuegos-Santa Clara. Le 1er avril 1995, il donne du territoire pour la création du diocèse de Santa Clara et reprend son nom originel de diocèse de Cienfuegos.
Le 5 décembre 1998, il intègre la province ecclésiastique de Camagüey.

## Évêques
- Antonio Aurelio Torres y Sanz, O.C.D (1904-1916)
  - Sede vacante (1916-1922)
- Valentín Zubizarreta y Unamunsaga (1922-1925) nommé archevêque de Santiago de Cuba
  - Sede vacante (1925-1935)
- Eduardo Pedro Martínez y Dalmau, C.P (1935-1961)
- Alfredo Antonio Francisco Müller y San Martín (1961-1971)
- Fernando Ramón Prego Casal (1971-1995) nommé évêque de Santa Clara
- Emilio Aranguren Echeverría (1995-2005) nommé évêque d'Holguín
- Domingo Oropesa Lorente (2007-  )